# Серра-де-Конти
Серра-де-Конти (итал. Serra de' Conti) — коммуна в Италии, располагается в регионе Марке, в провинции Анкона.
Население составляет 3650 человек (2008 г.), плотность населения составляет 147 чел./км². Занимает площадь 25 км². Почтовый индекс — 60030. Телефонный код — 0731.
Покровителем населённого пункта считается святой Beato Gherardo di Serradeconti.

## Демография
Динамика населения:

## Администрация коммуны
- Официальный сайт: http://www.comune.serradeconti.an.it/